# Conte di Menteith
Conte di Menteith era un antico titolo nobiliare scozzese, legato alla regione storica del Menteith nel Perthshire.

## Storia
Le origini della contea di Menteith sono molto oscure e poche informazioni sono giunte fino all'epoca contemporanea. Secondo cronache medievali inizialmente il Menteith era unito politicamente allo Strathearn, ma all'incirca nell'XI secolo le due regioni si divisero e cominciarono ad essere amministrate separatamente. Il primo conte di Menteith ad essere menzionato dalle cronache è Gilchrist, attivo durante il regno di Malcolm IV di Scozia alla metà del XII secolo, ma è probabile che vi fossero stati già altri conti prima di lui di cui tuttavia non si è conservata traccia scritta.
Della famiglia di Gilchrist si hanno informazioni altrettanto scarse, e non è quindi nota la parentela che lo legava ai suoi successori Murdoch I e Murdoch II. Nel 1233, estintasi la linea comitale maschile, il feudo passò a Isabella, contessa di Menteith, che si legò in matrimonio al potente cavaliere Walter Comyn, che divenne quindi a sua volta conte jure uxoris. Dopo alterne vicende la contea venne usurpata a Isabella e passò a sua sorella Mary, moglie di Walter Bailloch, membro del clan Stewart allora in ascesa. Alla morte di Mary gli Stewart divennero quindi conti di Menteith (anche se, per motivi non ben chiari, il cognome non fu passato alla loro discendenza), rimanendolo fino all'esecuzione di Murdoch Stewart e della sua famiglia nel 1425.
Poco dopo il feudo venne concesso al clan Graham, e Malise Graham, I conte di Menteith lo governò fino alla propria morte nel 1490. I suoi discendenti continuarono a detenere il titolo per altri due secoli, fino all'estinzione della famiglia con William Graham, VIII conte di Menteith nel 1694. Allora la contea di Menteith cessò di esistere e venne inglobata in altre entità politiche.

## Detentori del titolo

Stemma di Murdoch I, conte di Menteith

### Prima creazione (alto medioevo)
- primi detentori sconosciuti
- Gilchrist, conte di Menteith (?-1189)
- Murdoch I, conte di Menteith (1189-1213)
- Murdoch II, conte di Menteith (1213-1233)
- Isabella, contessa di Menteith (1233-1261)

- Walter Comyn (jure uxoris, 1234-1258)

- Mary I, contessa di Menteith (1261-?)

- Walter Bailloch (jure uxoris, 1261-1294)

Stemma degli Stewart di Menteith

### Seconda creazione (fine XIII secolo)
- Alexander, conte di Menteith (?-1306)
- Alan I, conte di Menteith (1306-1310)
- Alan II, conte di Menteith (1310-1315)
- Murdoch III, conte di Menteith (1315-1332)
- Mary II, contessa di Menteith (1332-1360)

- John Graham (jure uxoris)

- Margaret Graham, contessa di Menteith (1360-1380)

- Robert Stewart (jure uxoris, 1261-1294)

- Murdoch IV Stewart, conte di Menteith (1380-1425)

### Terza creazione (1427)
- Malise Graham, I conte di Menteith (1427-1490)
- Alexander Graham, II conte di Menteith (1490-1527)
- William Graham, III conte di Menteith (1527-1543)
- John Graham, IV conte di Menteith (1543-1565)
- William Graham, V conte di Menteith (1565-1578)
- John Graham, VI conte di Menteith (1578-1598)
- William Graham, VII conte di Menteith (1598-1661)
- William Graham, VIII conte di Menteith (1661-1694)